# 가면라이더 키바 (캐릭터)
가면라이더 키바(일본어: 仮面ライダーキバ 카멘라이다 키바[*])는 일본 토에이의 특수촬영 드라마 가면라이더 키바에 등장하는 주인공 라이더이다. 쿠레나이 와타루가 키바의 갑옷(일본어: キバの鎧 키바노 요로이[*])을 입은 형태로, 전체적인 모습은 뱀파이어를 모티브로, 헬멧 부분은 잭 랜턴 (Jack Lanturn)을 모티브로 하고 있다. 키바트 배트 3세가 와타루의 팔을 깨물음으로써 마황력이라는 힘을 주입해 변신한다. 가면라이더 다크 키바의 다음으로 팡가이어가 개발한 두 번째 키바의 갑옷으로, 진짜 모습인 엠페러 폼의 모습에서 유래해 "황금의 키바" (일본어: 黄金のキバ 코킨노 키바[*])라고도 불린다. 다크 키바의 너무 강력한 전투력이 폭발의 위험을 수반한 점을 고려하여 "카테나"라는 구속력의 파워로 힘을 적절하게 조절할 수 있도록 설계되어 있다. 이 덕분에 전투 중 안전성을 도모할 수 있게 되었지만, 다크 키바처럼 장착자가 갑옷을 입을 수 있을 만큼의 자질이 충분해야 한다. "훌륭한 푸른 하늘의 모임" (일본어: 素晴らしき青空の会 스바라시키 세이쿠노 카이[*])에서는 "이번의 키바"(일본어: 今度のキバ 콘도노 키바[*])라고 부르는데 이는 22년 전 과거의 다크 키바와 구분하기 위한 것으로, 22년 뒤 (2030년) 와타루의 아들 마사오가 이 타이틀을 계승한다. (가면라이더 뉴 키바)
호루라기를 부는 것으로 무기 형태의 몬스터를 소환하여 폼을 바꿀 수 있다. 능력과 색깔의 변화는 쿠우가가 폼 체인지 하는 형식을 채용했다. 몬스터의 힘을 통해 쿠레나이의 성격과 목소리 색에 변화가 일어나지만, 인격 자체는 변하지 않는다.

## 키바 폼
키바 폼(일본어: キバフォーム 키바 호무[*])은 가면라이더 키바의 기본 형태로, 엠페러 폼에 구속력을 주어 그 힘을 억제한 형태이다. 붉은 색을 띠고 있으며, 두 눈에 해당하는 부분은 황금색이다. 무기를 쓰지 않으며, 손을 이용한 격투를 중심으로 한 전투 스타일을 취한다. 흡혈귀를 모티브로 하고 있기 때문에 기습 공격에서도 뛰어난 힘을 발휘한다. 필살기는 양 다리의 구속을 해방하여 하늘 위로 날아 올라 목표물을 향해 발을 힘껏 내지르는 다크니스 문 브레이크 (일본어: ダークネスムーンブレイク 다쿠네스 문 부레이쿠[*])이다. 키바트가 "웨이크 업!"이라고 외침과 동시에 키바가 웨이크 업 휘슬을 불음으로서 발동한다. 발동하면서 주위의 배경은 초승달이 떠오르는 밤으로 변하며, 킥 후에는 주변의 벽이나 지면에 키바의 문장이 새겨진다.

## 가루루 폼
가루루 폼(일본어: ガルルフォーム 가루루 호무[*])은 키바트가 "가루루 세이버!"라고 외침과 동시에 가루루 휘슬을 불어 울펜족의 몬스터 가루루가 변화하는 검 "마수검 가루루 세이버" (일본어: 魔獣剣ガルルセイバー 마주켄 가루루 세이바[*])를 소환함으로써 변신하는 형태이다. 파란 색을 띠고 있다. 킥력이나 질주력 등이 우수하다. 가루루 세이버를 사용한 검술을 중심으로 한 접근전에서 월등한 전투 스타일을 취한다. 필살기는 가루루 세이버를 입에 물고 날아 올라, 적을 일도양단하는 가루루 하울링 슬래시(일본어: ガルル・ハウリングスラッシュ 가루루 하우린구 스랏슈[*])이다. 키바트가 "가루루 바이트!"라고 외침과 동시에 가루루 세이버를 입에 무는 것으로 발동한다. 발동하면서 주위의 배경은 만월이 떠오르는 밤으로 변하며, 적을 일도양단 한 후에는 가루루의 얼굴의 실루엣이 빛난다.

## 밧샤 폼
밧샤 폼(일본어: バッシャーフォーム 밧샤 호무[*])은 키바트가 "밧샤 매그넘!"이라고 외침과 동시에 밧샤 휘슬을 불어 머먼족의 몬스터 밧샤가 변화한 총 "마해총 밧샤 매그넘"(일본어:  魔海銃バッシャーマグナム 마카이주 밧샤 마구나무[*])을 소환함으로써 변신하는 형태이다. 초록색을 띠고 있다. 시력 등 신체 감각이 월등히 향상되어, 수중에서 오랫동안 활동할 수 있다. 밧샤 매그넘을 이용한 총격전과, 물이 아닌 공간에서 물과 같은 유사 환경인 "아쿠아 필드"(일본어: アクアフィールド 아쿠아 휘루도[*])를 생성해 벌이는 수중전의 전투 스타일을 취한다. 필살기는 아쿠아 필드에서 회오리를 일으켜 그 중심에 뛰어들어 파워 업시킨 탄환으로 적을 관통하는 "밧샤 아쿠아 토네이도" (일본어: バッシャー・アクアトルネード 밧샤 아쿠아 토루네도[*])이다. 키바트가 "밧샤 바이트!"라고 외침과 동시에 밧샤 매그넘을 입에 무는 것으로 발동한다. 발동하면서 주위의 배경이 반월이 떠오르는 밤으로 변하며, 적을 탄환으로 관통한 후에는 밧샤의 얼굴의 실루엣이 빛난다.

## 돗가 폼
돗가 폼(일본어: ドッガフォーム 돗가 호무[*])은 키바트가 "돗가 해머"라고 외침과 동시에 돗가 휘슬을 불어, 프랑켄족의 몬스터 돗가가 변화한 망치 "마철퇴 돗가 해머"(일본어: 魔鉄槌ドッガハンマー 마텟츠이 돗가 한마[*])를 소환하는 것으로 변신하는 형태이다. 보라색을 띠고 있다. 기동력은 다소 떨어지지만 완력과 방어력이 비약적으로 향상한다. 상대의 공격을 정면으로 받아치며 일격 필살을 날리는 접근전의 전투 스타일을 취한다. 필살기는 돗가 해머의 마황력으로 목표물을 구속하여, 해머로부터 발산하는 주먹 형태의 오라로 적을 공격하는 "돗가 선더 슬랩"(일본어: ドッガ・サンダースラップ 돗가 산다 스랏푸[*])이다. 키바트가 "돗가 바이트!"라고 외침과 동시에 돗가 해머를 입에 무는 것으로 발동한다. 발동하면서 주위의 배경이 으스름달이 떠오르는 밤으로 변하며, 적을 분쇄한 후에는 돗가의 얼굴의 실루엣이 빛난다.

## 도가바키 폼
도가바키 폼(일본어: ドガバキフォーム 도카바키 호무[*])은 키바트가 가루루, 밧샤, 돗가 휘슬을 연속으로 불어 가루루, 밧샤, 돗가를 동시에 소환하는 것으로써 변신하는 형태이다. 네 종류의 폼의 능력을 모두 겸비하고 있다. 매우 강력하지만 와타루나 키바트, 세 몬스터의 육체적인 부담이 매우 크다. 때문에 도카바키 폼을 과다하게 사용했을 경우, 작품 중에서는 감기에 걸린 키바트가 "출혈 대서비스" 명목으로 사용한 게 유일하다. 필살기는 키바 폼과 같은 다크니스 문 브레이크로, 다른 세 폼의 필살기는 사용할 수 없다. 도카바키 폼에서 필살기를 쓸 때는 주위가 어두워지는 묘사가 없다.

## 엠페러 폼
엠페러 폼(일본어: エンペラーフォーム 엔페라 호무[*])은 타츠로트(일본어: タツロット 타츠롯토[*])의 힘으로 자물쇠의 구속을 모두 풀어 파이널 웨이크 업으로 변신한 키바의 원래 형태로, 키바의 최강 형태이다. 황금색과 붉은색을 띠고 있다. 등의 한가운데에는 망토가 추가되었다. 보통의 킥으로도 다크니스 문 브레이크를 뛰어넘는 위력을 발휘하며, 강력한 공격력과 방어력을 보유하고 있다. 압도적인 위력을 보유한 장착자의 자질에 따라서는 한 사람이 나라 하나를 통째로 멸망시키는 것도 가능하다. 키바에의 변신 시에 타츠로트를 더하는 것으로 키바 폼을 거치지 않고 바로 엠페러 폼으로 변신하는 것도 가능하다. 필살기는 타츠로트의 능력에 의해 기존 네 폼의 물건을 파워업 시킨 "피버 기술"이다. 와타루의 '추억'이 최고조에 달하는 것으로, 익룡의 형태인 비행체 엠페러 배트 (일본어: 飛翔態·エンペラーバット 히쇼타이·엔페라 밧토[*])로 변신할 수 있다.